# Cyrtosia
Cyrtosia je biljni rod iz porodice kaćunovki, dio tribusa Vanilleae. 
Sastoji se od sedam vrsta holomikotrofnih rizomatoznih geofita iz suptropske i tropske Azije

## Vrste
1. Cyrtosia falconeri (Hook.f.) Aver.
2. Cyrtosia integra (Rolfe ex Downie) Garay
3. Cyrtosia javanica Blume
4. Cyrtosia lindleyana Hook.f. & Thomson
5. Cyrtosia nana (Rolfe ex Downie) Garay
6. Cyrtosia septentrionalis (Rchb.f.) Garay
7. Cyrtosia taiwanica K.H.Wang & T.P.Lin

## Sinonimi
- Conchoglossum Breda; Gen. Sp. Orchid. Asclep. 4: t. 17 (1830)